# Afonso V de Aragão
Afonso V (Medina del Campo, 1396 – Nápoles, 27 de junho de 1458), apelidado de "o Magnânimo", foi o Rei de Aragão e das Coroas Aragonesas de 1416 até sua morte e também Rei de Nápoles a partir de 1442. Era filho do rei Fernando I de Aragão e sua esposa Leonor de Albuquerque.

## Biografia
Pelo lado materno representava a antiga linhagem dos condes de Barcelona e, pelo lado paterno, descendia da Casa de Trastâmara, de Castela. Foi uma das figuras mais conspícuas do princípio da Renascença. Ninguém em seu tempo teve tão amplo espectro de “virtudes” – qualidades assim denominadas pelos italianos. Foi Afonso V rei de Aragão em 1416, Afonso I de Nápoles em 1435 e das Duas Sicílias em 1442.

### Casamento e posteridade
Casou em Valência em 12 de junho de 1415 com sua prima a Infanta Maria de Castela. Deixou o governo de Aragão à mulher e ao irmão João II, Rei de Navarra, e partiu para a Sicília, fazendo-se adotar por Joana II d'Anjou Rainha de Nápoles, mas foi deserdado depois de uma prematura tentativa de usurpação. Joana adotou sucessivamente Luís III e René d’Anjou, que não puderam tomar posse do trono. Com a morte de Joana em 1435, Afonso penetrou no sul da Itália do sul. Quando caiu prisioneiro de Filipe Maria Visconti, duque de Milão, em 1435, persuadiu seu feroz e ardiloso captor de que a sua libertação evitaria a vitória do partido aragonês em Nápoles.
Conseguiu terminar em 1442 a conquista da Sicília. Instalado em Nápoles, acolhia humanistas e sábios. Tendo reunido os dois reinos da Sicília, adotou o título surpreendente de Rei das Duas Sicílias, que só vai reaparecer em 1815. Legou Nápoles ao filho natural Fernando I e deixou os reinos de Aragão e Sicília ao irmão João II de Navarra.
Sem geração legítima, deixou bastardos de Giraldona Carlino e Lucrèce d’Alagno.
- 1 - Maria, morta em 1449, casada em 1444 com Leonello d’Este (morto em 1450) Marquês de Ferrara.
- 2 - Leonora, circa 443 casada com Mariano Marzano, Duque de Squillache, Príncipe de Rossano.
- 3 - Fernando I de Nápoles, nascido em 1424 e morto em 1494 em Nápoles.[2] Casado em 1444 com Isabel (morta em 1465) filha de Tristan de Clermont, Conde de Capertino; casou em 1476 com a Infanta Juana de Aragão. Rei da Sicília peninsular em 1458, bastardo de Lucrécia d’Alanon.

Afonso V de Aragão
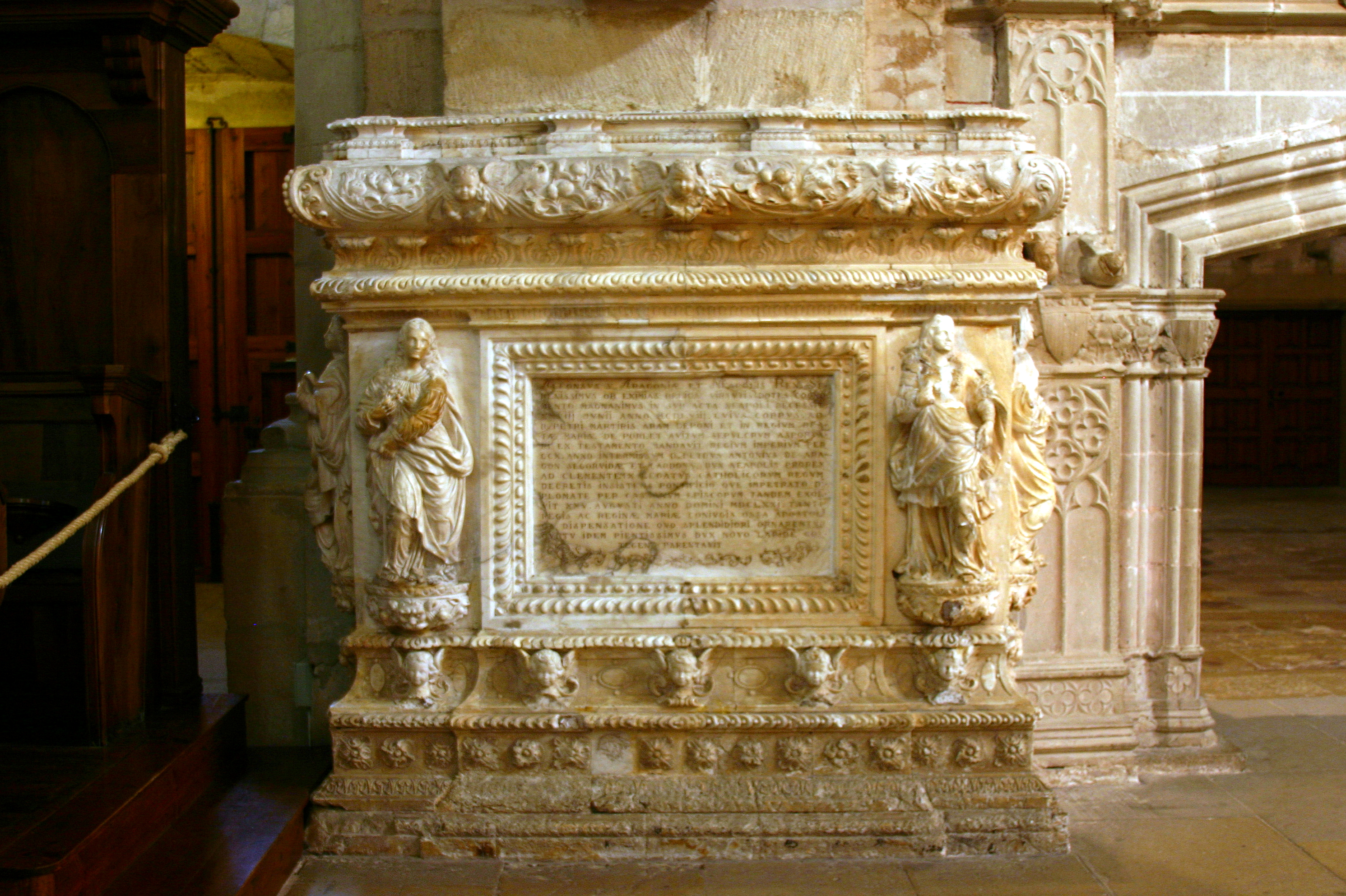
Túmulo no Mosteiro de Poblet, na Catalunha
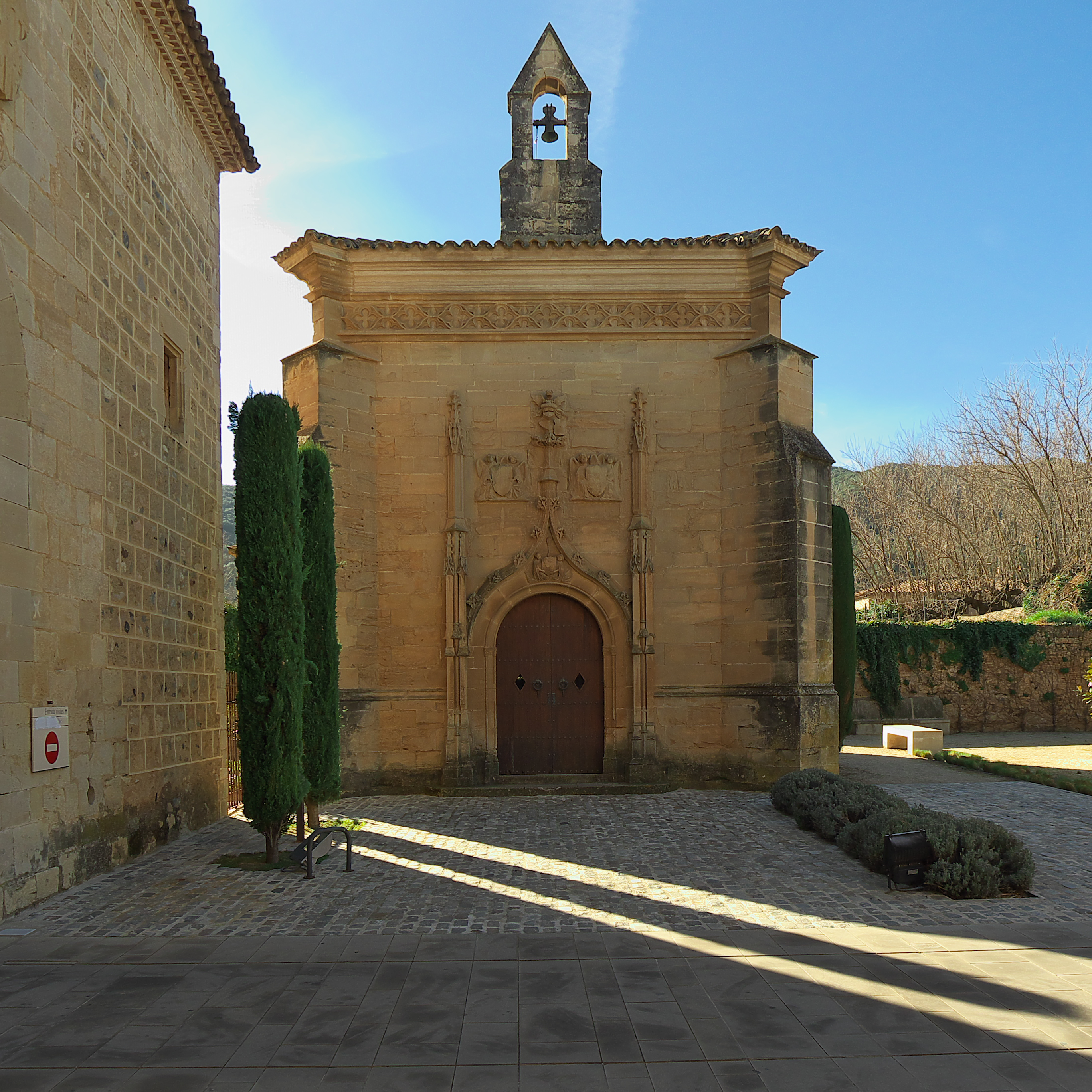
Capela de São Jorge, no Mosteiro de Poblet, patrocinada por Afonso V